# كولشيسين
الكولشيسين مركب دوائي مستخلص من زهور نبات اللحلاح الخريفي (الاسم العلمي: Colchicum autumnale) يستخدم لمعالجة مرض النقرس وداء بهجت وحمى البحر الأبيض المتوسط.

## تاريخ استخدامه
تم تطوير العقار من قبل الكيميائين الفرنسيين (بالفرنسية: P.S. Pelletier)‏ و(بالفرنسية: J. Caventon)‏ في العام 1820 م. وأول من استخدم هذا الدواء هو الطبيب Materia Medica لمعالجة مرض النقرس.

## زهور النبات المستخرج

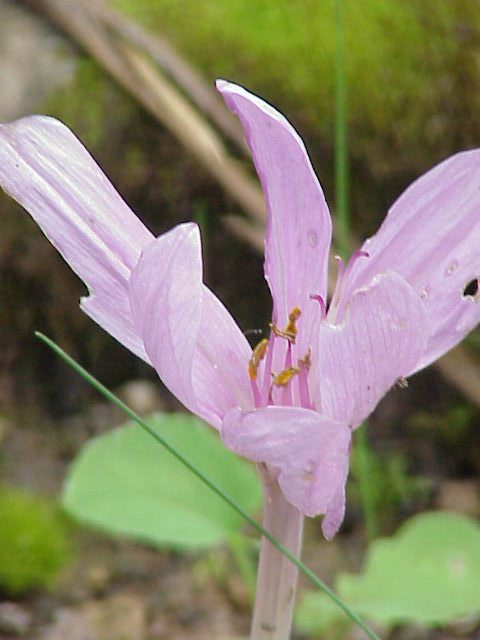
زهور نبات Colchicum autumnale المستخدم لاستخراج الكولشيسين

العشبة من الأعشاب شديدة الشهرة في الطب القديم والحديث علي حد سواء ولها أسماء عديدة ففي سيناء مصر يطلق عليها اسم فريوة الشايب، ومن أسمائها اللحلاح، السورنجان، خميرة العرب، حافر المهر وخميرة العطار.

## الأستعمالات السريرية
- النقرس.
- داء بهجت.
- حمى البحر الأبيض المتوسط.
- الصداف.
- السرطان: فقد طورت شركة بريطانية (بالإنجليزية: Angiogene)‏ العقار وأنتجت منه الدواء ZD6126 أو ANG453.
- تشنج الكولون: فقد طورت شركة أسترالية Giaconda وصفة مركبة من الكولشيسن مع مضاد الالتهاب أوسالازين (بالإنجليزية: olsalazine)‏ لعلاج متلازمة تشنج القولون (بالإنجليزية: irritable bowel syndrome)‏.
- استعمالات غير مصنفة: وهي عديدة فالبعض يوصفه لعلاج ألم الظهر.

## التأثيرات الجانبية
- هضمية: وهي تُشكل معظم التأثيرات الجانبية للدواء وتشمل: الاسهال، الغثيان، الإقياءات، تقلصات بالبطن.
- اضطرابات بوظائف الكبد.
- اضطرابات جلدية.
- اضطرابات دموية: قلة في تعداد العدلات (المعتدلات) neutropenia بالدم.
- تأثيرات على نقي العظام مما يؤدي إلى فقر الدم.
- تأثيرات عصبية.
- تشوهات جنينية (عند استخدامه لدى الحامل).
- نقص في عدد الحيوانات المنوية (عقم مؤقت).
- يمكن أن يحدث ضرراً في بعض الصبغيات (الكروموسومات) وقد يؤدي إلى العقم وعدم الإنجاب.

## الجرعات
- النقرس الحاد: وهو يُثبِّط بلعمة البالعات لبلورات حمض البول وبالتالي يعرقل سير المرض.

يُعطى الكولشسين بشكل أقراص Tablet 0.6 ملغ بمقدار 3-4 حبات/يوم وذلك في أول 3-4 أيام.
ثم 2 حبة /اليوم مدة 4-5 أيام
ثم 1 حبة/اليوم لمدة شهر على الأقل
يُعتبَر الكولشسين من العلاجات التجريبية (ففي حال شككنا بالنقرس): نُعطي الكولشسين ونراقب: إذا تحسّن المريض حالة نقرس وإذا لم يتحسّن نفكّر باحتمال آخر..
- حمى البحر الأبيض المتوسط : فعالية الكولشيسين في المراحل الحادة للمرض هي فعالية مشكوك فيها، (الكولشيسين له فعالية لمنع تكرار أزمات المرض وكذلك لمنع حدوث داء نشواني)، وأما المرضى الذين لا يتحملون الكولشيسين فيمكن توزيع الجرعات على أربع مرات يومياً وبعد ذلك محاولة زيادة الجرعة تدريجياً.

الجرعة اليومية هي من 1-2 ملغم يومياً وطوال الحياة موزعة على جرعتين أو ثلاث، وبهذه الوسيلة يمكننا منع حدوث أزمات مرضية في حوالي 65% من الحالات، بينما في 30% الباقون فإن استعمال الكولشيسين يجعل أزمات المرض عندهم اقل حدة واقل قوة ومتباعدة أكثر، أما الـ5% المتبقية فإن استعمال الكولشيسين لا يحدث أي تغيير لا في قوة الأزمات ولا في تباعد الفترات بينهما، وبالرغم من ذلك فإن هؤلاء الخمسة بالمائة يستمرون بتناول 2 ملغم يومياً لمحاولة منع حدوث داء النشوانية، ومن الجدير بالذكر أن زيادة كمية الجرعة لا يؤدي إلى استجابة أحسن.
والمرضى الذين لا يستجيبون للكولشيسين يمكن إعطاؤهم انترفيرون ألفا حيث لوحظ أن الانترفيرون قد يستجيب له تلك المجموعة من المرضى.

## وصلات خارجية
- الكولشيسين يقي من سرطان الكبد عند المصابين بالتهابات كبدية فيروسية